# Norham Mains
Norham Mains var en civil parish 1866–1955 när det uppgick i Horncliffe, nu i Norham civil parish, i grevskapet Northumberland i England. Civil parish var belägen 10 km från Berwick-upon-Tweed och hade 48 invånare år 1951.